# Camerunilla fuscovaria
Camerunilla fuscovaria är en insektsart som beskrevs av Gustaf Emanuel Haglund 1899. Camerunilla fuscovaria ingår i släktet Camerunilla och familjen Tropiduchidae. Inga underarter finns listade i Catalogue of Life.